# Renault K

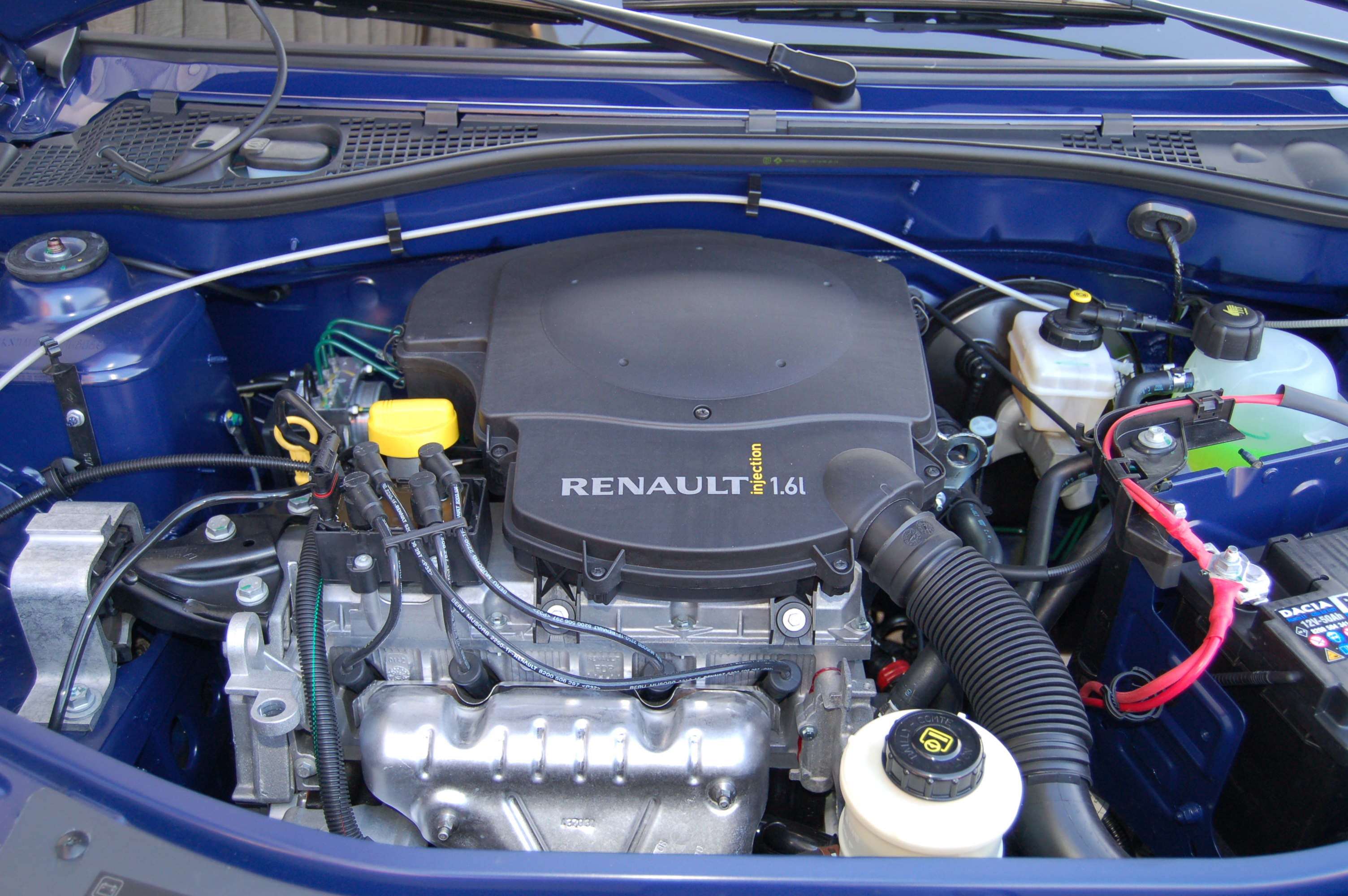

A Renault K francia motorcsalád, melyet a francia Renault fejleszt és gyárt az 1990-es évek közepétől. Belsőégésű, négyütemű, soros négyhengeres, folyadékhűtésű motor. Benzin üzemű és dízel változatban is gyártják, kapható nyolc és 16 szelepes kivitelben is. A Renault Energy motorcsalád utóda, annak továbbfejlesztése. Először az első sorozatú Renault Megane-ban jelent meg, melybe a motor 1598 cm³ hengerürtartalmú, nyolcszelepes, K7M jelzésű változatát építették.